# Interface
Interface er det engelske ord for det, man på dansk også kan kalde en grænseflade eller snitflade, og i mange fagkredse er det engelske ord det mest udbredte.
Det gælder blandt andet inden for programmører i eksempelvis Java, hvor interface er nøgleordet for at definere en fælles tilgang til klasser, der ikke er subklasser af den samme forældreklasse. Klasser, der implementerer det samme interface, kan håndteres på samme måde. Derved undgår Java at implementere egentlig multipel nedarvning. Kun klassens grænseflade er bestemt, men ikke dens indhold. 
At definere en sådan "grænseflade-klasse" er en vigtig metode til at foretage indkapsling i objektorienteret programmering, og ofte er det engelske udtryk mere indarbejdet blandt programmører end det mindre mundrette danske.